# Siniša Cmrk
Siniša Cmrk (Zagreb, 15. travnja 1963.) je hrvatski TV voditelj.
Odrastao je u Đelekovcu u Podravini. Najpoznatiji je po vođenju dječje zabavne emisije "Turbo Limach Show". Osim toga, snimio je i par reklamnih spotova, imao gostujuće uloge u serijama "Bitange i princeze" i "Vjetrovi rata". U kratkim ulogama pojavio se i u filmovima "Manifesto" i "The Dirty Dozen: The Fatal Mission"."
Autor knjiga za djecu i mlade - "Nulti sat", "Mjesecolendar", "Zvrk domaćinstvo", "Blagdančica slavljenčica". Autor interaktivne radionice "Zvrkaonica" koje izvodi po osnovnim školama RH.